# Paulo António de Carvalho e Mendonça
Paulo António de Carvalho e Mendonça (Lisbona, 26 novembre 1702 – Lisbona, 17 gennaio 1770) è stato un cardinale portoghese.

## Biografia
Nacque a Lisbona, in Portogallo, il 26 novembre 1702. Era il quartogenito di Manuel de Carvalho e Ataíde e Teresa Luísa de Mendonça e Melo. Tra i suoi fratelli maggiori vi erano Sebastião José de Carvalho e Melo (il marchese di Pombal) e Francisco Xavier de Mendonça Furtado.
In seguito alla nomina del fratello maggiore a segretario di Stato Paulo António de Carvalho e Mendonça ricevette vari incarichi di rilievo. Tra il 1760 ed il 1770, in qualità di rappresentante generale del Consiglio della Santa Inquisizione, rivestì di fatto il ruolo di Inquisitore generale del Portogallo, in un periodo nel quale erano stati interrotti i rapporti con il Papa a causa delle politiche repressive del Marchese di Pombal nei confronti dei Gesuiti. Succedette in tale posizione a José de Bragança, figlio naturale di Giovanni V del Portogallo e Paula de Odivelas, il quale era inviso al Marchese di Pombal. Nel 1764 fu inoltre nominato presidente del senato municipale di Lisbona. Fedele alleato del fratello, in qualità di Inquisitore generale autorizzò il processo per eresia e l'esecuzione di Gabriele Malagrida nel contesto dell'Affare Távora.
Fu nominato cardinale da papa Clemente XIV nel concistoro del 18 dicembre 1769, ma morì il 17 gennaio 1770 all'età di 67 anni. Il pontefice pubblicò comunque la sua nomina nel concistoro del 29 gennaio 1770, 12 giorni dopo la sua morte. Paulo António de Carvalho e Mendonça morì nella sua residenza di Belém, venendo sepolto nell'Igreja de Nossa Senhora de Jesus in Largo de Jesus, nella freguesia di Misericórdia.
Quale suo successore come Inquisitore generale del Portogallo venne nominato João Cosme da Cunha.